# Expansiunea musulmană

Expansiunea musulmană

Expansiunea musulmană (denumită și expansiunea arabă sau cuceririle islamului; 632–732; arabă الفتوحات الإسلامية, Al-Fatūḥāt al-Islāmiyya) este un proces ce cuprinde cucerirea de noi teritorii și răspândirea islamului, proces care a început după moartea profetului Mohamed. Termenul se aplică și cuceririlor islamice ale popoarelor non-arabe. Mohamed a stabilit o nouă politică de unificare politică în Peninsula Arabică pe baza căruia au apărut ulterior rând pe rând califatele (imperiile islamice) . Secolul următor morții profetului Mohamed a cunoscut o extinderea rapidă a puterii musulmane.
Marea parte a populației era musulmană. Islamul căpătase o definire mult mai clară în rândul omenirii. Procesul de convertire nu a fost unul complet, evreii, deși au fost alungați din Peninsula Arabă au continuat să fie prezenți în marile orașe ale altor țări musulmane.
Limba arabă se răspândise dinaintea islamului, în țări precum Siria si Irak majoritatea locuitorilor  vorbeau arabă în momentul cuceririi musulmane.  Odată cu apariția Islamului s-a modificat și felul în care persoanele se raportau la limba arabă. Aceasta a devenit un mijloc de comunicare pentru țoți cei ce au acceptat ca religie islamul.

## Secolul al VII-lea
După moartea profetului Mohamed, în anul 632, califul Abu Bakr a ghidat comunitatea, a îngrijit aplicarea diferitelor prescripții ale legii sacre, a susținut campaniile de cucerire ale teritoriului bizantin și persan. Domnia sa a fost scurtă, doar doi ani, însă importantă deoarece a reușit să demonstreze valoarea statului musulman.
În timpul celui de-al doilea calif, Umar ibn al-Khattab (634-644), arabii au cucerit teritorii precum Siria, Palestina, Egipt însă tot în această perioadă au apărut conflictele între sunniți și șiiți. Șiții îl susțineau pe Ali, ginerele lui Mohamed, dar el a fost ucis și s-a format o nouă dinastie, dinastia Omeiazilor care a fost fondată de Moawijia I în anul 661 până în anul 680. Acesta și-a stabilit capitala la Damasc. 
În anul 634 armatele musulmane au cucerit Damascul, un oraș important din punct de vedere comercial care avea să devină pentru aproximativ zece ani capitala califatului. Persia este cucerită în anul 643, iar în anul 639 începe o campanie de cucerire a Egiptului ce se încheie în anul 642 prin cucerirea Alexandriei. Al-As a fost cel ce a construit pentru prima dată o moschee în Egipt și primul oraș musulman, Al-Fustat. 
Când a fost fondat Imperiul Omeiaid în 661, islamul avea deja o influență puternică în Peninsula Arabă, abia la mijlocul secolului expansiunea musulmană în Asia Centrală începe să încetinească.  
'Abn al-Malik (685-705) este cel ce adaugă moneda musulmană și impune araba ca limbă administrativă. Astfel toate actele în limba persană sau în limba greacă vor fi transcrise în arabă. 
Islamul s-a răspândit foarte repede și în Africa de Vest, în Ghana, fiindcă ei aveau nevoie de ajutorul musulmanilor pentru veniturile fiscale. După ce Ghana a fost eliminată, un nou imperiu bogat, Mali a colaborat cu musulmanii, iar aceștia ca să le mulțumească musulmanilor s-au convertit cu toții la islam.
Chiar și în Africa de Est în rândul claselor superioare a fost adoptată ca și religie Islamul. În acea zonă a apărut o limbă arabă combinată cu africană ce se numește swahili.

## Secolul al VIII-lea
La începutul secolului al VIII-lea sunt cucerite Magrebul (Tunisia, Algeria, Maroc) și Valea Indului (din India) pentru ca în anul 711 Islamul să se răspândească și în Peninsula iberică ajungând până în Pirinei și chiar și în Turkestanul chinezesc ce este cucerit în anul 712.   
În anul 749 a fost numit calif Abu'l- 'Abbas al-Saffah cel care a fondat dinastia abbasidă, după ce l-a înlăturat de la putere pe Marwan al II-lea(744-750),ultimul calif al omeiaizilor. Sub domnia lui Abu Al-Abbas califatul este mutat la Bagdad. Această dinastie a completat dominația politică cu una economică.  
La mijlocul secolului al VIII-lea în anumite zone ale Maghrebului o mare parte a populației berbere s-a opus dominației islamice.  
În primele secole de când s-a folosit ca și religie islamul, istoria a fost consemnată în scris si a căpătat o importanță deosebită. De acum moscheile puteau fi situate lângă cladirile religioase.